# Romanisering (assimilering)
Romanisering av folk handlar om i vilken utsträckning ett folk kände och betedde sig som romare. Denna upplevelse ska inte sammanblandas med den juridiska statusen som romersk medborgare. Ej heller ska det sammanblandas med områden ockuperade eller erövrade av romarriket. Skildringen av Judeen i bibeln speglar ett område som var erövrat av romarriket men inte romaniserat. Romaniseringsprocessen tog som regel lång tid, flera generationer, och den blev mer omfattande i vissa områden än i andra. 
Romanisering är den process genom vilken andra befolkningar än den romerska tog till sig romersk kultur, seder och bruk. Fram till början på 1900-talet kallades den processen civilisering av barbarer.  Romaniseringen inkluderade flera olika processer, såsom ackulturation, integration och assimilation. Erövrade folk fick ofta betydande autonomi vilket innebar att de i stort sett inte tvingades anpassa sig kulturellt. Enligt engelska wikipedia är det fortfarande en öppen fråga hur de erövrade förhöll sig till den romerska kulturen. Klart är att romaniseringen stöddes av först romerska republiken och sedan romerska kejsardömet.

## Hur en romaniseringsprocess går till
Det pågår debatt mellan arkeologer om hur romaniseringsprocesserna kan ha gått till. 
- Ett (kulturimperialistiskt) synsätt är att romarriket ökade den romerska befolkningen i ett område genom att grunda veteran-kolonier. I kolonierna talades latin och dess invånare var romerska medborgare. Dessa kolonier skulle därför ha haft en romaniserande effekt på den inhemska befolkningen i omgivningarna.[1]
- Enligt en icke-interventionalistisk modell påverkades de övre skikten hos den inhemska befolkningen att ta efter den romerska kulturen vad gäller kläder, språk, boende, och mat. De övre skikten fick på så sätt indirekt makt. Snart efter det infördes en lokal administration efter romersk förlaga som bygger in det romerska styret i samhällsstrukturen.[1]
- Enligt teorin om identitetsdiskrepans (engelska: discrepant identity) fanns det ingen typisk identitet och därför meningslöst att tala om romanisering. Inte alla romerska provinser var pro-romerska och inte alla eliter försökte efterlikna romarna.[1]
- Ackulturation - den inhemska och romerska kulturen sammanflätas. detta kan ses i hur romarna accepterade och tog efter de lokala religiösa traditionerna, som exempelvis kulten av Isis, Epona, Britannia och Dolychenus. Akultureringen skedde från samhällets översta skikt och nedåt. De översta skikten tog först till sig den romerska kulturen och de sista att romaniseras var ofta bönder i periferin. Människor, framförallt de övre skiktens barn, som togs till Rom som gisslan från exempelvis Mauretanien och Gallien spelade en viktig roll i romaniseringen.[1]
- Kreolisering - enligt detta synsätt leder romaniseringen till en blandkultur.[1]

Det finns med andra ord flera olika teorier om hur romanisering går till och det finns ingen tydlig romaniseringsprocess utan inom forskningen har man istället kunnat identifiera delförklaringar som kan bidra till att förklara varför ett visst område romaniserades. Ett annat problem ur vetenskaplig synvinkel är att begreppet har blivit urvattnat och används i en rad olika sammanhang, både för att benämna olika fenomen och för att förklara dem.

## Vad romaniseringen ledde till
Även om det är svårt att avgöra hur romaniseringen gick till (inte minst för att romaniseringen gällde många olika folk på många olika platser under en lång period) kan man konstatera att romaniseringen ledde till många långsamma förändringsprocesser.
Romaniseringen påverkade bland annat:
- namnbruket. Man tog latinska namn eller latiniserade sitt namn.[1] Exempelvis ändrade Parthamaspates sitt namn till Parthicus år 116. Samtidigt är ortnamnen ofta en nyckel tillbaka till den kultur som funnits i ett område innan romaniseringen: ortnamnet Umbrien minner om folket umbrer, Lukanien om lukanerna, Enotria om enotrierna etc.
- språkbruket. Gradvis började man använda latin. Latin användes förmodligen först inom vissa sfärer (såsom inom förvaltningen) och först senare inom andra (såsom familjelivet).[1] Denna process skyndades på i kulturer som iberer och galler som saknade skriftspråk. I östra delen av imperiet konkurrerade latinet med grekiskan om positionen som lingua franca.[1]
- juridiken. Gamla lokala stamlagar ersattes med romersk rätt, exempelvis äganderätten.[1]
- institutionerna. Spridningen av typiska romerska institutioner som termer, kejsarkulten och gladiatorspel.[1]

## Romaniseringen såg olika ut i olika områden
Romaniseringsprocesserna såg inte likadana ut överallt och ledde inte heller till samma resultat: vissa områden blev mer romaniserade än andra, och arvet efter detta lever kvar, inte minst i språk och institutioner som förhållandet till romersk rätt.
Städerna och folken på Apenninska halvön har blivit erövrade av romarna i krig i olika omgångar. Sedan de erövrats har de på olika sätt knutits till romarriket: som municipium med eller utan rösträtt, som socii eller foederati. På detta sätt har erövrade områden fått behålla (delar av sin) autonomi, samtidigt som de fått vissa fördelar, såsom pax romana, genom att vara knutna till Rom. Det har också inneburit att erövringen av området var startskottet för en flera generationer lång ekonomisk, politisk och kulturell integreringsprocess. För många italiska folk blev lex pompeia och slutet på bundsförvantskriget 91 - 88 f.Kr. en viktig brytpunkt. Efter bundsförvantskriget gick romaniseringen fort för många folkslag, exempelvis marruciner, vestiner och peligner. De nämns inte längre i de bevarade skrifterna. I många fall är det idag endast genom ortnamnen vi ser spår efter dem: romaniseringen av Apenninska halvön var på så sätt ytterst framgångsrik.
Förutom Apenninska halvön var Iberiska halvön, Gallien, Dalmatien och Dakien de områden som blev mest romaniserade. Detta mönster speglas även i utbredningen av de romanska språken.
Överlag var romaniseringen effektivare i västra delen av riket än i östra. En tänkbar orsak är att folken i västra delarna av riket var svagare än riken som Egypten, Mesopotamien, Judeen och Syrien. Därför blev också romaniseringen mindre i dessa områden. Ett tecken på att romaniseringen var svagare är att vid romarrikets delning kom östrom att tala grekiska och inte latin.
En annan viktig faktor var att på Apenninska halvön talade många italiska språk som ligger nära latinet. Många andra västliga områden talade andra indoeuropeiska språk. Förutom den språkliga närheten tillbad de också samma gudar, idkade handel med varandra och indirekt genom kontakter med andra kulturer som fenicierna och grekerna. Med vissa folk fanns alltså tidigare kulturella band.